# Jim Redman
James "Jim" Redman, född 8 november 1931 i London, är en brittiskfödd zimbabwisk tidigare roadracingförare. Han föddes i England, men flyttade till Sydrhodesia (nuvarande Zimbabwe). Redman var världsmästare i 350-klassen fyra år i rad 1962-1965 och tog även världsmästerskapen i 250-klassen och blev alltså dubbel världsmästare 1962 och 1963.

## Segrar 500GP
| Nr | Grand Prix   | År   |
| -- | ------------ | ---- |
| 1  | Västtyskland | 1966 |
| 2  | Holland      | 1966 |

## Segrar 350GP
| Nr | Grand Prix      | År   |
| -- | --------------- | ---- |
| 1  | Holland         | 1962 |
| 2  | Nordirland      | 1962 |
| 3  | Östtyskland     | 1962 |
| 4  | Italien         | 1962 |
| 5  | Västtyskland    | 1963 |
| 6  | Isle of Man     | 1963 |
| 7  | Holland         | 1963 |
| 8  | Nordirland      | 1963 |
| 9  | Italien         | 1963 |
| 10 | Isle of Man     | 1964 |
| 11 | Holland         | 1964 |
| 12 | Västtyskland    | 1964 |
| 13 | Östtyskland     | 1964 |
| 14 | Nordirland      | 1964 |
| 15 | Finland         | 1964 |
| 16 | Italien         | 1964 |
| 17 | Japan           | 1964 |
| 18 | Isle of Man     | 1965 |
| 19 | Holland         | 1965 |
| 20 | Östtyskland     | 1965 |
| 21 | Tjeckoslovakien | 1965 |

## Segrar 250GP

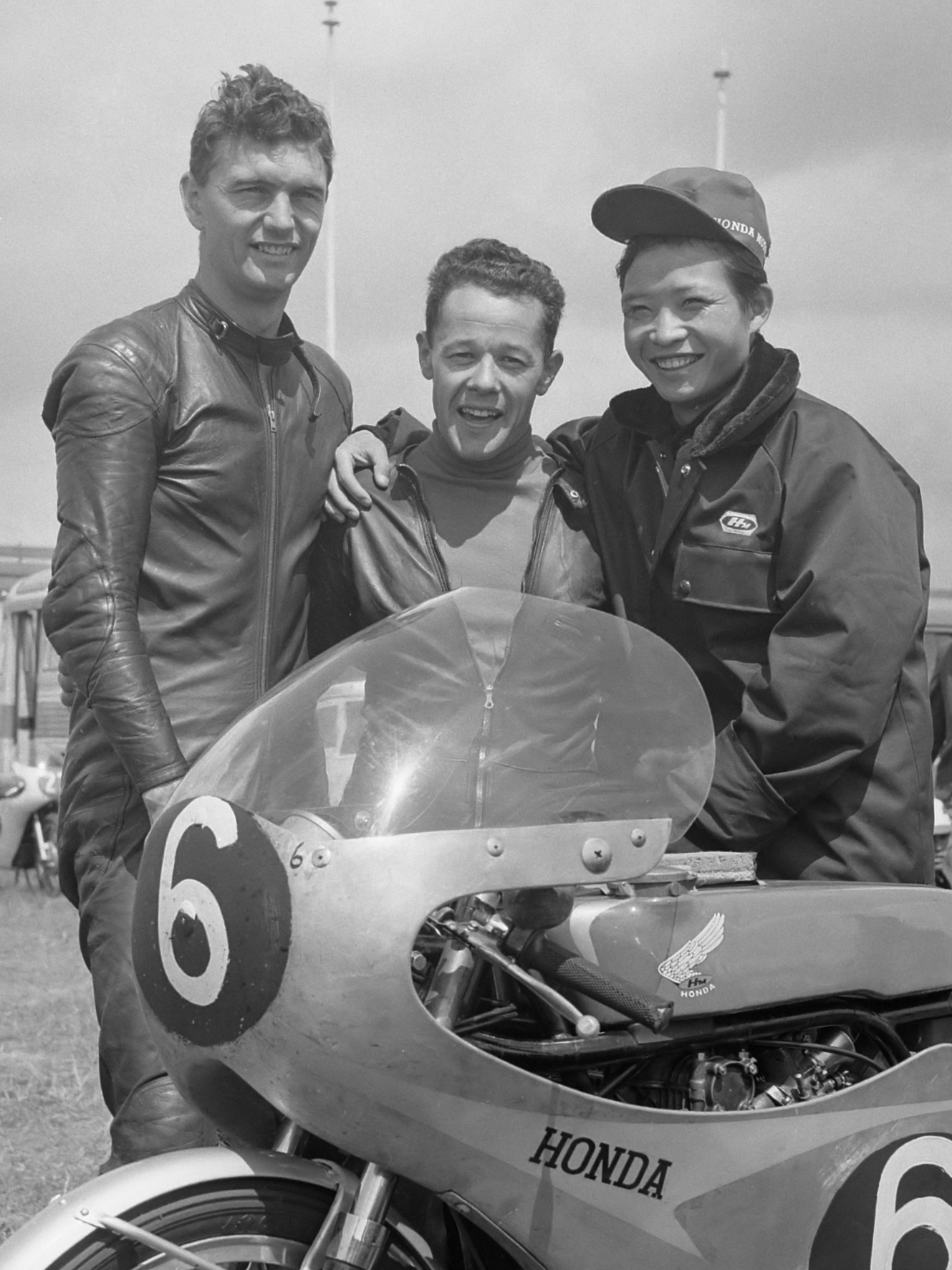
Jim Redman, Luigi Taveri och Kunimitsi Takahashi vid TT Assen 1963.

| Nr | Grand Prix   | År   |
| -- | ------------ | ---- |
| 1  | Belgien      | 1961 |
| 2  | Italien      | 1961 |
| 3  | Spanien      | 1962 |
| 4  | Frankrike    | 1962 |
| 5  | Holland      | 1962 |
| 6  | Västtyskland | 1962 |
| 7  | Östtyskland  | 1962 |
| 8  | Italien      | 1962 |
| 9  | Isle of Man  | 1963 |
| 10 | Holland      | 1963 |
| 11 | Nordirland   | 1963 |
| 12 | Japan        | 1963 |
| 13 | Isle of Man  | 1964 |
| 14 | Holland      | 1964 |
| 15 | Japan        | 1964 |
| 16 | Holland      | 1965 |
| 17 | Belgien      | 1965 |
| 18 | Östtyskland  | 1965 |

## Segrar 125GP
| Nr | Grand Prix   | År   |
| -- | ------------ | ---- |
| 1  | Finland      | 1962 |
| 2  | Argentina    | 1963 |
| 3  | Holland      | 1964 |
| 4  | Västtyskland | 1964 |

## Utmärkelser
- MotoGP Hall of Fame,  2007
- FIM Legend,  2012
- Riddare av Brittiska imperieorden

[Redigera Wikidata]